# Климчак Богдан Степанович

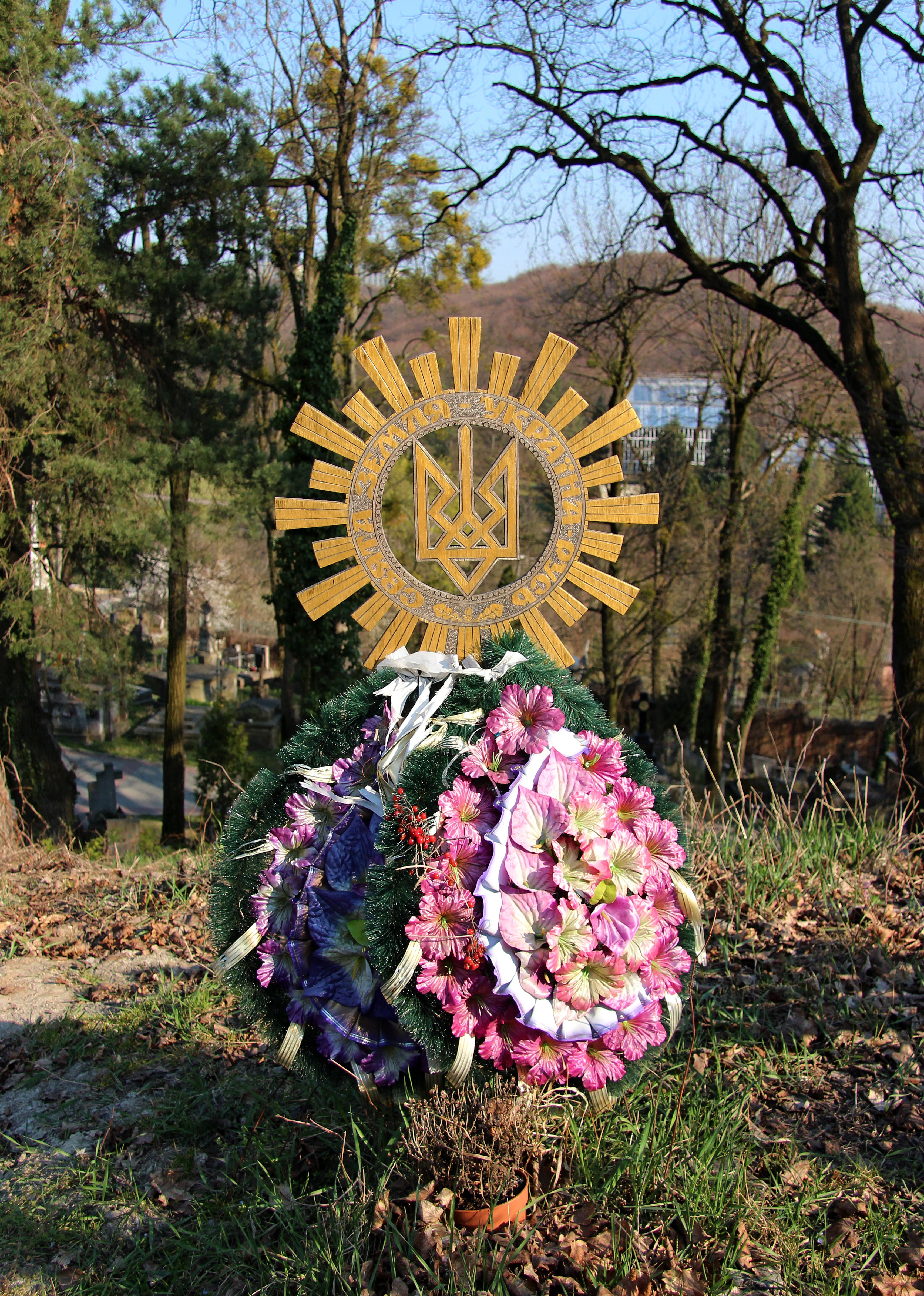
Могила Богдана Климчака на 37 полі Личаківського цвинтаря

Богда́н Степа́нович Климча́к (нар.22 липня 1937, с. Себечів — 21 червня 2018, м. Львів) — український письменник, довголітній політв'язень (провів 17 років у радянських таборах). Один з останніх політв'язнів УРСР.
Не реабілітований. Письменник, автор книжок «Оаза-гора», «Оновлений Декалог поневоленого Українця».

## Життєпис
Народився 22 липня 1937 р. в с. Себечів Львівського воєводства (тепер Сокальський район Львівської області). Упродовж двох років навчався у місцевій початковій школі.
20 травня 1946 р. був вивезений разом із родиною до Тернопільської області в рамках угоди про «евакуацію» українців із Польщі до УРСР і польських громадян з УРСР до Польщі, підписаної 9 вересня 1944 року головою Польського комітету національного визволення Едвардом Осубкою-Моравським і головою Ради народних комісарів УРСР Микитою Хрущовим. Рідне село Богдана та інші села, що належали до Забузького (тепер Сокальського) району відійшли до Польщі, а мешканці були вивезені у «вагонах-телятниках» і розселені в сусідні області. Родина оселилася у селі Глібів, а через рік  в с. Гримайлів тоді Гримайлівського району Тернопільської області.
Восени 1946 р. Богдан повторно пішов до 2 класу початкової школи, оскільки не встиг отримати табель про закінчення у Себечеві.
У 1949 р. Богдан разом із матір'ю та двома сестрами як родина члена ОУН (старший брат Мирон був засуджений до 25 років концтаборів за співпрацю з ОУН) упродовж місяця перебували у пересильній тюрмі м. Копичинці Тернопільської обл. Із пересильної тюрми сім'я була етапована на спецпоселення до Хабаровського краю («посьолок Ударний», р-н ім. Лазо).
У 1950 р. з дозволу спецкомендатури родина переїхала на станцію «64 км» того ж району, де хлопець продовжив навчання у місцевій школі до 5-го класу; в 1952 р. — на станцію «Дурмін» («61 км»), де Богдан закінчив 7 класів. У 1953—1957 рр. навчався в Магаданському гірничому технікумі.
1957 р. брат Богдана був звільнений, родині скасували режим спецпоселення. Проте Богдан додому не повернувся.
Уперше за ґрати потрапив у 20 років — наступного дня після закінчення навчання у технікумі.
Покарання відбував у Магаданській області, на Тайшетській трасі в Іркутській області, в Мордовії. 15 червня 1962 р. був звільнений.
З 1962 по 1978 рр. перебував на волі, проте під постійним наглядом КДБ. Спробував втекти через територію Ірану на Захід з метою просити політичний притулок. Перейшов радянсько-іранський кордон у районі ст. Такир (Туркменістан), однак через 9 днів, 1 жовтня 1978 р., унаслідок домовленостей між Іраном та СРСР, його примусово повернули до Радянського Союзу.
18 червня 1979 р. був удруге засуджений Львівським обласним судом за ст. 62 ч. 1 КК УРСР та ст. 62 ч. 1 КК Туркменської РСР («антирадянська агітація та пропаганда», «зрада Батьківщини») до 15 років таборів суворого режиму та 5 років заслання. Покарання відбував у Пермських таборах ВС-389/36 і 35. За 12 років ув'язнення провів 590 діб у ШІЗО (штрафний ізолятор), 10 міс. у ПКТ (Приміщення Камерного Типу —табірна тюрма).

Пан Климчак у юності

У 1981—1984 рр. перебував у спецв'язниці Чистополя (Татарстан).
У 1987 р. категорично відмовився підписувати будь-який документ, що став би умовою звільнення.
Загалом Богдан Климчак відбув за ґратами 17 років і 40 днів. Крім цього, ще вісім років — на спецпоселенні. У числі його співв'язнів були, зокрема, ідеолог ОУН Петро Дужий, Герой України Степан Хмара, відомий російський демократ Сергій Ковальов. Під час ув'язнення у Мордовії у сусідній з ним «зоні» карався Василь Стус.
І лише у 1990-му постановою пленуму Верховного Суду УРСР засудження Климчака за політичними статтями визнали безпідставним, а його дії перекваліфікували у незаконний перехід кордону без антирадянської мети, за який передбачено три роки позбавлення волі. Стверджував, що найтяжчим у таборах був режим за Горбачова. Звільнений 11 листопада 1990 останнім з українських політв’язнів.
Отримавши свободу, пан Богдан демонстративно відмовився від радянського паспорта. А коли в прокуратурі йому запропонували подати заяву на реабілітацію, не зробив цього, пояснивши відмову так: «Я не хочу отримувати подачку з рук тих, хто мене позбавляв волі за мою любов до України».
У 1999 році Богдан Климчак вийшов із Товариства політв'язнів та репресованих — саме через співпрацю з владою.
Після звільнення деякий час мешкав у Києві, Тернополі, згодом оселився у Львові.
Помер уранці 21 червня 2018 року у Львові. Похований на 37 полі Личаківського цвинтаря.